# 南泾堂翁宅
南泾堂翁宅位于中国江苏省常熟市城区虞山镇南泾堂48号、报本街23号，建于清代，为翁同龢之侄、翁同爵次子翁曾荣的住宅，现存建筑包括门厅、轿厅、大厅、楼厅和书斋。
2009年5月21日，南泾堂翁宅公布为第七批常熟市文物保护单位。